# Flaga Bonnie Blue
Flaga Bonnie Blue – biała gwiazda pięcioramienna na niebieskim tle. Funkcjonowała jako flaga Republiki Zachodniej Florydy. Bonnie jest żeńską odmianą przymiotnika bonny (krzepki; dorodny).
Podczas wojny secesyjnej funkcjonowała jako nieoficjalna flaga Skonfederowanych Stanów Ameryki oraz jako symbol idei wyższości praw stanowych nad federalnymi (zwolennicy uznawali stany za niepodległe państwa, a USA i CSA jako stowarzyszenie państw).

## Texas Bonnie Blue
W latach 1836–1839 Republika Teksasu operowała chorągwią inspirowaną Bonnie Blue. Z tą różnicą, że gwiazda była złota.

Texas Bonnie Blue (Flaga Republiki Teksasu)